# 1696 Nurmela
1696 Nurmela eller 1939 FF är en asteroid i huvudbältet som upptäcktes den 18 mars 1939 av den finske astronomen Yrjö Väisälä vid Storheikkilä observatorium. Den har fått sitt namn efter den finske filosofen Tauno Nurmela.
Asteroiden har en diameter på ungefär 9 kilometer och den tillhör asteroidgruppen Flora.